# Dave Rollinson
David "Dave" Rollinson (nascido em 11 de junho de 1947) é um ex-ciclista britânico que competiu profissionalmente em 1972 e 1973.
Em Cidade do México 1968 finalizou na trigésima quarta posição na prova de estrada individual.